# 1166
1166 (MCLXVI) je bilo navadno leto, ki se je po julijanskem koledarju začelo na soboto.

## Dogodki

### Evropa

#### Sicilija
- 7. maj - Po smrti sicilskega kralja Vilijema I., ki je poleg Sicilije obvladoval ves južni del italijanskega škornja, Kraljevino Sicilijo podeduje mladoletni sin Vilijem II., z izjemo Kneževine Kapue, ki jo podeduje mlajši sin Henrik. Regentstvo prevzame kraljica-mati Margareta Navarska. Ker je potrebovala zaveznike, je med prvimi ukrepi razglasila splošno amnestijo. ↓
- → Margareta Navarska vrhovni izvršilni položaj imenuje spreobrnjenega glavnega evnuha Ahmeda es-Sikelija, s pojemljivim imenom 'Peter'. Ne zaupa namreč domačemu plemstvu. ↓
- → Imenovanje spreobrnjenega Petra za vrhovnega kanclerja spodbudi niz zarot, zato postanejo zanj razmere na dvoru nevzdržne. Peter opleni zakladnico in natovorjen pobegne v severno Afriko, kjer stopi v službo Almohadov. Seveda se na poti spreobrne nazaj v islam.↓
- → Osramočena (in osamljena) regentinja Margareta Navarska imenuje novega vrhovnega kanclerja Riharda iz Mandre, ki pa se z enim od nasprotnikov zaplete v dvoboj, zato ga odslovi na celino v Apulijo. ↓
- → Na Sicilijo prispe Margaretin brat Henrik Navarski, ki pa mu, da bi se ga (kljub teževam) znebila, preda v fevd grofijo Montescaglioso na celini. Regentinja vlado končno zaupa drugemu sorodniku Štefanu iz Percheja. 1167 ↔

#### Srbija
- Bizantinski cesar Manuel I. Komnen odstavi srbskega velikega župana Raške Deso Uroševića in na njegov položaj nastavi Tihomirja, ki si oblast razdeli še s tremi brati: Strahimirjem, Miroslavom in Štefanom Nemanjo.↓
- → Štefan Njemanja začne brez Tihomirjeve vednosti graditi cerkveni objekt, zato ga Tihomir aretira. ↓
- → Cerkev stopi na stran Štefana Njemanje, Štefana osvobodijo njegovi privrženci in na hitro mu uspe zbrati vojsko, s katero odstavi Tihomirja. ↓
- → Cesar Manuel, ki ga je Štefan Njemanja dve leti prej spremljal na pohodu proti Ogrski, podpre novega vladarja. Začetek dinastije Nemanjićev.

#### Četrta italijanska odprava
- Rimsko-nemški cesar Friderik I. Barbarossa razreši kratko državljansko lokalno vojno med hišo Welf in palatinskim grofom Hugom II. Tübingenškim. Barbarossa svojo podporo nagne v korist Velfov, ker potrebuje njihovo podporo pri osvajanju Italije (so titularni mejni grofi Toskane).
- oktober - Friderik se z vojsko odpravi proti Italiji. Glavni cilj je discipliniranje nepokornega papeža Aleksandra III. in kronanje soproge Beatrike za cesarico.
- Pohodu se ne pridruži drugi najmočnejši vladar Nemčije bavarski in saški vojvoda Henrik Lev, ki načrtuje novo invazijo na slovanska ozemlja na severovzhodu Nemčije. 1167 ↔

#### Ostalo po Evropi
- 5. julij - Prva omemba Bad Kleinkirchheima.

- Rekonkvista: nepričakovani uspehi portugalskega viteza Geralda Neustrašnega, ki z izjemno dobro izurjenim gverilskim vodom zavzema eno mavrsko mesto za drugim, vzdramijo Iberski pollotok. Ker so njegove osvojitve posegle v interesno območje Kraljevine Leon in celo Kastilije, se oblikuje nenavadna koalicija vseh proti njemu: kraljevin Leona (Ferdinand II.), Kastilije (Sančo III.), Almohadskega kalifata (Abu Jakub Jusuf), podporo pa mu zadrži celo njegov suveren portugalski kralj Afonz I.. 1167 ↔
- Provanso, grofijo umrlega provansalskega grofa Rajmonda Berengarja II., podeduje enoletna hči Dulčeja II., ki je v zakon obljubljena sosednjemu touluškemu grofu Rajmondu V.. Oporoko nemudoma spodbija aragonski kralj in barcelonski grof Alfonz I., ki kot najbližji moški naslednik umrlega zahteva dediščino zase ter se s hitro akcijo polasti Provanse.
- Anžuvinski imperij: to leto se angleški kralj Henrik II. osredotoči na Vojvodino Bretanijo in v abdikacijo prisilil šibkega vojvodo Konana IV., saj so njegovo oblast že prej večinoma spodnesli lokalni baroni. Vojvodino je nominalno podedovala Konanova edinka Konstanca, ki pa jo je Henrik II. poročil s svojim četrtim sinom Godfrejem II. ↓
- → Henrik II. reformira kazensko pravo na osnovi porotnih sodišč z udeležbo zapriseženih porotnikov, ki so preverjali dejstva o določeni pritožbi. Sodbe so se začele zapisovati. S tem se je odpovedal pogosto bolečim pravnim praksam, npr. preizkusom z vrelo vodo, ognjem, dvoboji,ipd., pri katerih naj bi Bog domnevno obvaroval nedolžno osebo pred poškodbami.
- V viteza je povzdignjen William Marshal, kasneje eden najboljših turnirskih dvobojevalcev v srednjem veku.
- Dokončan je bronasti Braunschweigovski lev, ki so ga ulili po naročilu bavarskega in saškega vojvode Henrika Leva.

### Azija

#### Bližnji vzhod
- Sirski vladar Nur ad-Din ponovno pošlje vojskovodjo Širkuha v fatimidski Egipt. Fatimidski regent Šhavar ponuja zavezništvo jeruzalemskemu kralju Amalriku I. proti Nur ad-Dinu. ↓
- Amarlik I. hoče nadgraditi zavezništvo (in si pridobiti bogato doto) z bizantinskim cesajem Manuelom I. Komnenom, ki mu v zakon ponudi nečakinjo Marijo Komeno. 1167 ↔

### Daljni vzhod
- Umorjenega kmerskega kralja Jasovarmana II. nasledi uzurpator Tribhuvanaditja.

### Afrika
- 29. april - Umrlega koptskega papeža Ivana V. nasledi Marko III.

## Rojstva
- 29. julij - Henrik II. Šampanjski, grof, jeruzalemski kralj († 1197)
- 24. december - Ivan Brez Zemlje, angleški kralj († 1216)
- Odo III., burgundski vojvoda († 1218)
- William de Warenne, angleški plemič, 5. grof Surrey († 1240)
- Ludvik III., württemberški grof († 1241)

## Smrti
- 29. april - Ivan V. Aleksandrijski, koptski papež
- 7. maj - Vilijem I., sicilski kralj, vladar južne Italije (* 1131)
- 4. september - Sveta Rozalija, siciljanska svetnica (* 1130)
- Rajmond Berengar II., provansalski grof (* 1140)
- Abdul Kadir Džilani, perzijski sunitski sufi, ustanovitelj reda kadiritov (* 1077)
- Hugo de Porta Ravennate, italijanski pravnik, gibelin
- Bulgarus, italijanski pravnik, gibelin
- Jasovarman II., kmerski kralj